# Regió de La Libertad
La Libertad és una de les 25 Regions del Perú. Limita al nord amb la Regió de Lambayeque, al sud amb les d'Ancash i Huánuco, a l'est amb les de San Martín i Cajamarca, i a l'oest amb l'oceà Pacífic. I té dos patrimonis de la humanitat declarats per la UNESCO, parc nacional del Río Abiseu el 1983 i Chan Chan el 1986. És líder a nivell nacional al sector Agroexportador i en producció d'or.

## Divisió administrativa
La regió es reparteix en 12 províncies:
- Trujillo
- Chepén
- Pacasmayo
- Ascope
- Virú
- Gran Chimú
- Otuzco
- Julcán
- Santiago de Chuco
- Sánchez Carrión
- Bolívar
- Patáz

## Regió de 1987-1992
Fou una regió uni-departamental del 1987 al 1992. Se li atribueix com a bandera, una de blanca amb la bandera de l'arc de Sant Martí al cantó, però podria ser una confusió amb la bandera de la regió de Los Libertadores.